# Vincent (bài hát)
"Vincent" là một bài hát của Don McLean viết tặng cho Vincent van Gogh. Nó cũng được biết đến bởi dòng mở đầu của nó, "" Starry Starry Night "", một sự liên quan đến bức tranh của Van Gogh "The Starry Night ". Bài hát cũng mô tả các bức tranh khác được thực hiện bởi nhà họa sĩ.
McLean đã viết lời trong năm 1971 sau khi đọc một quyển sách về cuộc đời của họa sĩ. Năm tiếp theo, bài hát đã trở thành hit số 1 trong bảng xếp hạng Anh Singles Chart  và thứ 12 ở Mỹ . Thật trùng hợp, nó đã nằm 12 tuần trên bảng Hot 100. Tại Mỹ, "Vincent" cũng đứng ở vị trí thứ hai trên bảng xếp hạng Easy Listening . Billboard xếp hạng nó thứ 94 trong các bài hát đứng hàng đầu năm 1972.